# Nionia palmeri
Nionia palmeri är en insektsart som beskrevs av Van Duzee 1891. Nionia palmeri ingår i släktet Nionia och familjen dvärgstritar. Inga underarter finns listade i Catalogue of Life.